# Back Home (álbum de Eric Clapton)
Back Home es el decimocuarto álbum del músico británico Eric Clapton, publicado por la compañía discográfica Reprise Records el 29 de agosto de 2005. Fue el primer álbum del músico con material nuevo desde el lanzamiento de Reptile en 2001, precedido por el tributo a Robert Johnson en Me and Mr. Johnson. El álbum incluyó la canción «Love Comes to Everyone» como homenaje a su amigo George Harrison, fallecido en noviembre de 2001. Clapton tocó la intro de guitarra en la grabación original, publicada en el álbum George Harrison en 1979, y la tocó en directo durante la última gira en solitario de Harrison en 1991 en el concierto inaugural, ofrecido el 1 de diciembre de 1991 en el Yokohama Arena.
Tras su publicación, Back Home obtuvo reseñas mixtas de la prensa musical y alcanzó un éxito comercial notable al llegar al puesto trece en la lista estadounidense Billboard 200 y al diecinueve en la británica UK Albums Chart. Entró también en el top 10 de las listas de países europeos como Alemania, Austria, Dinamarca, España, Países Bajos, Suecia y Suiza.
Alan Douglas y Mick Guzauski ganaron el Grammy al mejor arreglo para álbum no clásico por su trabajo como ingenieros de sonido en Back Home.

## Lista de canciones
1. "So Tired" (Eric Clapton, Simon Climie) – 4:47
2. "Say What You Will" (Clapton, Climie) – 4:35
3. "I'm Going Left" (Stevie Wonder, Syreeta Wright) – 4:03
4. "Love Don't Love Nobody" (Joseph Jefferson, Charles Simmons) – 7:13
5. "Revolution" (Clapton, Climie) – 5:00
6. "Love Comes to Everyone" (George Harrison) – 4:35
7. "Lost and Found" (Doyle Bramhall II, Jeremy Stacey) – 5:21
8. "Piece of My Heart" (Bramhall II, Susan Melvoin, Mike Elizondo) – 4:22
9. "One Day" (Vince Gill, Beverly Darnall) – 5:20
10. "One Track Mind" (Clapton, Climie) – 5:04
11. "Run Home to Me" (Clapton, Climie) – 6:18
12. "Back Home" (Clapton) – 3:33

## Personal
| - Eric Clapton – voz y guitarra. - Steve Winwood – teclados. - Billy Preston – teclados. - Chris Stainton – teclados. - Nathan East – bajo. - Vince Gill – guitarra. - Steve Gadd – batería. | - Pino Palladino – bajo. - John Mayer – guitarras. - Abe Laboriel, Jr. – batería. - Gavyn Wright – violín. - Michelle John – coros. - Sharon White – coros. - Lawrence Johnson – coros. | - Andy Fairweather-Low – guitarras. - Doyle Bramhall II – guitarras. - Kick Horns – instrumentos de viento. - Simon Climie – teclados. - Paul Fakhourie – bajo. - Robert Randolph – Pedal steel guitar. - Toby Baker – teclados. - Alan Douglas - ingeniero de sonido. |

## Posición en listas
| Lista (2005)                                   | Posición |
| ---------------------------------------------- | -------- |
| Alemania (Media Control Charts)                | 2        |
| Austria (Ö3 Austria)                           | 9        |
| Bélgica (Ultratop flamenca)                    | 29       |
| Bélgica (Ultratop valona)                      | 11       |
| Dinamarca (Hitlisten)                          | 4        |
| Finlandia (Suomen Virallinen Lista)            | 16       |
| Francia (SNEP)                                 | 16       |
| España (PROMUSICAE)                            | 10       |
| Estados Unidos (Billboard 200)                 | 13       |
| Estados Unidos (Billboard Top Internet Albums) | 13       |
| Grecia (IFPI)                                  | 6        |
| Hungría (MAHASZ)                               | 22       |
| Irlanda (IRMA)                                 | 57       |
| Italia (FIMI)                                  | 4        |
| Noruega (VG-lista)                             | 6        |
| Países Bajos (Album Top 100)                   | 9        |
| Polonia (ZPAV)                                 | 14       |
| Reino Unido (UK Albums Chart)                  | 19       |
| Suecia (Sverigetopplistan)                     | 5        |
| Suiza (Schweizer Hitparade)                    | 4        |